# 플라우엔

플라우엔

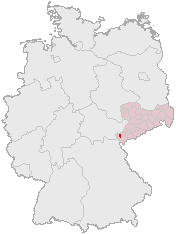
플라우엔의 위치

플라우엔(독일어: Plauen)은 독일 동부 작센주에 있는 도시이다. 인구는 66,412명(2009년)이다.
작센 주 서남부의 역사적으로 포크틀란트로 알려진 지방에 위치한다. 작센안할트주·바이에른주 경계와 체코 국경에서 가깝다. 12세기에 슬라브족이 건설하였고, 그 후 보헤미아에 속했다가 작센에 귀속되었다. 1806년부터 작센 왕국에 속해 있었고, 19세기 말부터, 레이스 생산으로 번창하는 도시가 되었다. 제2차 세계대전 때 연합군의 공습으로 큰 피해를 보았고, 전쟁 후 이 일대는 소련 점령지역이 되었다가 동독 정부 성립 후 카를마르크스슈타트 구에 속했다. 동독 시절에는 섬유 공업이 다시 일어났으나, 전쟁의 피해에서 완전히 복구되지 않았고 서독 바이에른 주에서 가까운 위치에 있는 동독 변경 지역의 쇠락한 도시가 되었다. 동독 정부에 불만이 많았던 이 지역 주민들은 1989년 10월 7일 시위를 벌였는데, 이것이 동독 다른 지역에서 벌어지는 연쇄적인 반정부 시위의 시초가 되었다. 통일과 함께 서독에 가까운 곳에 있는 이 지역은 맥도날드 매장이 동독 지역에서 가장 먼저 들어서는 등 자본주의 문화를 빨리 받아들였으나, 통일 후에도 산업 쇠퇴 현상이 뚜렷하여 인구가 더욱 감소하였다. 전쟁으로 시가지가 크게 파괴되었으나, 중세 시대의 시청사·교회·성곽 등이 보존되어 있다. 2008년 행정적으로 인근 포크틀란트 군과 합병, 현재 켐니츠 현 포크틀란트 군청소재지이다.

## 자매 도시
- 체코 Aš (1962)
- 오스트리아 슈타이어 (1970)
- 독일 호프 (1987)
- 독일 지겐 (1990)
- 헝가리 체글레드 (2005)
- 폴란드 파비아니체 (2006)
- 리투아니아 샤울랴이 (2010)